# 안심차량사업소
안심차량사업소(安心車輛事業所)는 대한민국 대구광역시 동구 대림동에 있는 대구 도시철도 1호선의 차량기지다.

## 개요
주요 업무는 대구교통공사 1000호대 전동차 입·출고, 경검수, 내부 관리다. 2003년 2월 18일(화요일)에 일어난 대구 지하철 화재 참사로 전소된 대구교통공사 1000호대 전동차가 이 곳에 있었으며, 대구 지하철 화재 참사를 계기로 전국 최초로 이 차량기지 내에 안전체험학습장을 개장하였다. 대구 도시철도 1호선의 종착역인 안심역과 입·출고 선로가 연결되어 있으며, 하양 구간이 개통한 후에도 일부 전동열차는 안심역 종착 후 기지에 입고한다.
경검수만 가능하기 때문에, 중검수는 월배차량사업소로 가야 한다.

## 배선도
이 차량기지의 배선도는 다음과 같다. 안심역에 종착한 대구교통공사 1000호대 전동차가 연결된 입고 선로를 이용해 이 차량기지로 입고한다.

## 업무
- 대구교통공사 1000호대 전동차 입·출고 및 경검수관리